# Reggenza di Kapuas Hulu
La reggenza di Kapuas Hulu (in indonesiano: Kabupaten Kapuas Hulu) è una reggenza dell'Indonesia, situata nella provincia di Kalimantan Occidentale.